# Lewis-Blutgruppensystem
Das Lewis-Blutgruppensystem (ISBT 007, kurz: LE oder Lewis-System) ist ein Blutgruppensystem, welches Ähnlichkeit zum AB0-System aufweist. Die Antigene kommen außer auf der Oberfläche der roten Blutkörperchen auch in Körperflüssigkeiten wie Speichel und Plasma vor. Die Hauptantigene sind Lea und Leb. In der Transfusionsmedizin sind schwere hämolytische Reaktionen äußerst selten.

## Eigenschaften

Schematische Darstellung der Epitope der Hauptantigene des Lewis-Blutgruppensystems (links: Le^{a}, Le^{b}) und – zum Vergleich – des ABO-Blutgruppensystems (rechts: H, A, B) sowie ihre Entstehung ausgehend von den Präkursoren. FUT = Fucosyltransferase, GTA = N-Acetyl-Galacosyltransferase A, GTB = Galactosyltransferase B, LE = Lewis-Gen, SE = Sekretor-Gen; H = H-Gen; ABO = ABO-Gen). Modifiziert nach Westhoff und Cooling.

Dem Lewis-System liegen zwei Gene aus dem Chromosom 19 zu Grunde: FUT3 („Lewis-Gen“) und FUT2 („Sekretor-Gen“). Beide Gene werden im glandulären Epithel exprimiert. FUT2 weist ein dominantes Allel auf, welches für ein funktionelles Enzym kodiert (Se) und ein rezessives Allel, welches kein funktionelles Enzym kodiert (se). Analog dazu hat FUT3 ein funktionelles, dominantes Allel (Le) und ein nicht-funktionales rezessives (le). Die hiervon kodierten Enzyme modifizieren Typ-1-Oligosaccharid-Ketten, wobei Lewis-Antigene entstehen. Diese Oligosaccharide sind ähnlich zu den Typ-2-Ketten des AB0-Systems; sie unterscheiden sich in der Strukturformel nur an einer Stelle. Die Verbindung zwischen der Lewis-Blutgruppe und der Sekretion von AB0-Antigenen war möglicherweise das erste Beispiel für multiple Effekte eines einzelnen menschlichen Gens. Die Fucosyltransferase 2, welche für die Umwandlung des Lea-Antigens in das Leb-Antigen sorgt, ist gleichzeitig für die Präsenz von A-, B- und H-Antigenen des AB0-Systems in Körperflüssigkeiten verantwortlich.
Innerhalb des Lewis-Systems unterscheidet man zwei Haupttypen von Antigenen, das Lea und das Leb. Diese besitzen die sogenannten Lewis-Glykane als Epitop. Die drei häufigsten Phänotypen sind demnach Le(a+b-), Le(a-b+) und Le(a-b-). Das Lea-Antigen entsteht hierbei durch die Addition eines Fucosylrests an bereits vorhandene Oligosaccharide durch die Fucosyltransferase 3. Individuen mit Le-Allel, welche homozygot für das nicht-funktionale se-Allel sind, exprimieren das Lea-Antigen in den Körperflüssigkeiten und auf den Erythrozyten. Ein Individuum mit sowohl dem Le- als auch dem Se-Allel hingegen besitzt in den exokrinen Zellen zusätzlich die Fucosyltransferase 2, welche in einer anderen Position Fucosylreste an die vorhandenen Oligosaccharide anbringt, wobei das Leb-Antigen entsteht. Bei den meisten solcher Individuen ist es schwer, das Lea-Antigen nachzuweisen, weil die Fucosyltransferase 2 effizienter wirkt als die Fucosyltransferase 3. Lewis-negative Individuen sind homozygot für das rezessive le-Allel und können sowohl Sekretoren sein als auch Nicht-Sekretoren. Obwohl die Lewis-Antigene auf roten Blutkörperchen zu finden sind (auch im Endothel, den Nieren sowie im Verdauungstrakt und Urogenitaltrakt) werden sie nicht von diesen produziert, sondern sind Bestandteil exokriner epithelischer Sekretion. Sie werden von den roten Blutkörperchen lediglich bevorzugt adsorbiert.

## Genotypen und Phänotypen
| Lewis-Genotyp (FUT3) | Sekretor-Genotyp (FUT2) | RBC-Phänotyp | Sezernierte Antigene | Häufigkeit Europäer |
| LeLe, Lele           | SeSe, Sese              | Le(a-b+)     | Leb >> Lea           | 72 %                |
| LeLe, Lele           | SewSew, Sewse           | Le(a+b+)     | Lea, Leb             | selten              |
| LeLe, Lele           | sese                    | Le(a+b-)     | Lea                  | 22 %                |
| lele                 | SeSe, Sese, sese        | Le(a-b-)     | –                    | 6 %                 |
| 1.                   |                         |              |                      |                     |

Die drei oben genannten Lewis-Phänotypen repräsentieren das Vorhandensein oder Fehlen von Lewis- und Sekretor-Enzymen. Le(a+b-) Individuen haben mindestens ein funktionales Lewis-Gen (Le), sind aber homozygot für nicht-funktionale Sekretor-Allele (sese). Somit entsteht in diesen Individuen Lea-Antigen, aber es fehlen Leb und die A-, B- und H-Antigene der Typ-1-Ketten.
Le(a-b+) Individuen haben sowohl Le- als auch Se-Allele, sodass Lea und Leb als auch A-, B- und H-Antigene der Typ-1-Ketten entstehen. Die meisten Typ-1-Ketten Vorläufer werden dabei zu Leb umgewandelt, was zum Anschein führt, diese Individuen seien Lea-negativ.
Der Le(a+b+) Phänotyp wird in Säuglingen vorübergehend beobachtet, weil die Sekretor-Aktivität erst mit steigendem Alter einsetzt. Er tritt außerdem bei Japanern mit 16 % Häufigkeit auf, da sie ein schwächeres Sekretor-Gen (Se(w)) besitzen.
Wenn ein funktionales Lewis Gen fehlt (lele) werden weder Lea noch Leb gebildet, der Phänotyp ist Le(a-b-). Dieser Phänotyp tritt vor allem bei Individuen afrikanischer Abstammung auf.

## Oligosaccharid-Vorläufer im Lewis-System
Es gibt zwei Oligosaccharid-Vorläufer, Typ 1 und Typ 2. Typ 1 wird in Sekreten und im Serum gefunden. Typ 2 hingegen kommt ausschließlich auf der Oberfläche von roten Blutkörperchen vor, wo Typ 1 nicht vorhanden ist. Beide werden als i-Antigene bezeichnet; verzweigte Typ-1- und Typ-2-Oligosaccharide als I-Antigene. In Neugeborenen herrschen i-Antigene vor. Verzweigung in den Oligosacchariden nimmt mit dem Alter zu, sodass Erwachsene fast ausschließlich I-Antigene aufweisen.

## Lewis-Antikörper
Lewis-Antikörper kommen natürlich vor und sind fast immer vom IgM-Typ. Sie werden aber fast ausschließlich in Le(a-b-) Individuen beobachtet. Es können sowohl anti-Lea, anti-Leb als auch anti-Lea+ vorliegen.

## Transfusions-Praxis

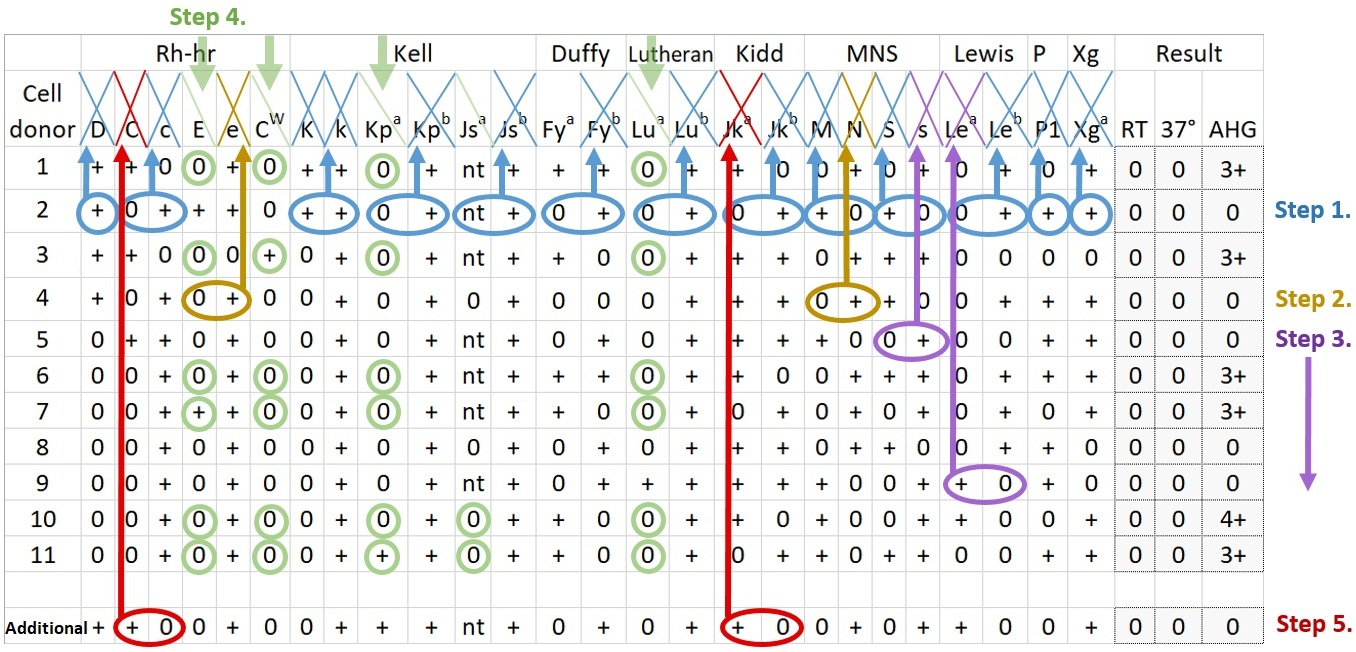
Interpretation einer Antikörper-Reihe zur Bestimmung von Antikörpern in Patienten gegen die meisten relevanten Blutgruppensysteme

Lewis-Antikörper sind fast immer klinisch insignifikant, weil die transfundierten roten Blutkörperchen ihre Lewis-Antigene schnell abgeben und den Lewis-Phänotyp des Empfängers annehmen. Etwaige Lewis-Antikörper im Empfänger adsorbieren die freien Lewis-Antigene im Serum. In den meisten Fällen ist daher eine Transfusion Antigen-negativer Blutkomponenten nicht indiziert. Allgemein sind Lewis-Antikörper bei Raumtemperatur reaktiv und nur gelegentlich bei Körpertemperatur und AHG-Phase (Antihumanes Globulin). Wie unten weiter ausgeführt sind Lewis-Antikörper nicht die Ursache für pränatale und neonatale hämolytische Anämie.

## Lewis-Antigene und -Antikörper bei Neugeborenen und Schwangeren
Lewis-Antigene können in den ersten zwei Lebensjahren nicht sicher bestimmt werden. Bei Schwangeren sind die Lewis-Antikörper insignifikant, weil solche vom IgM-Typ die Plazenta nicht durchdringen können und auch die Lewis-Antigene während Schwangerschaften nur schwach exprimiert werden (Schwangere erscheinen meist als phänotypisch Le(a-b-), ebenso Neugeborene). Man geht davon aus, dass dieser Umstand mit erhöhtem Plasma-Volumen und erhöhtem Lipoprotein-Anteil zusammenhängt.

## Assoziierte Krankheiten
Leb- und H-Antigene sind Rezeptoren für Bakterien der Art Helicobacter pylori, welches Gastritis auslösen können und mit Magengeschwüren, Gastrischem Adenokarzinom, Schleimhaut-assoziiertem Lymphom, sowie der idiopathischen thrombozytopenischen Purpura im Zusammenhang stehen. Auch für das Norwalk-Virus, einem verbreiteten Auslöser akuter Gastroenteritis, sind sie Rezeptoren. Der Le(a-b-)-Phänotyp wiederum wird mit einer erhöhten Anfälligkeit für Candida- und uropathogenischen Escherichia coli-Infektionen assoziiert. Bei Patienten mit pankreatischem Adenokarzinom, welche kein funktionales Lewis-Enzym besitzen (Le(a-b-)-Genotyp, 7–10 % der Bevölkerung) sind die Mengen des CA 19-9 typischerweise nicht feststellbar oder unter der Konzentration von 1,0 U/mL.